# Římskokatolická farnost Třebíč-zámek
Římskokatolická farnost Třebíč-zámek je jedno z územních společenství římských katolíků v městě Třebíči s farním kostelem bazilikou sv. Prokopa na Podklášteří.

## Dějiny farnosti
Na počátku dějin zámecké farnosti stojí rozhodnutí Josefa z Valdštejna, představitele třebíčské vrchnosti, vrátit celému zámeckému kostelu jeho původní účel. Stalo se tak roku 1724; předtím náboženským účelům sloužila jen stavebně oddělená „kaple svatého Prokopa“. Schválení olomoucké konzistoře však přišlo až o tři roky později. V roce 1759 vznikla při zámeckém kostele lokálie; jejím prvním duchovním správcem (lokalistou) byl Filip Zwach.
Zámecká lokálie byla povýšena na farnost roku 1859, třetí farností na území města se však stala až o téměř sto let později, když se Podklášteří připojilo k Třebíči.
Začátkem 20. století čítalo území zámecké farnosti 2778 katolíků, 132 nekatolíků a 619 židů.
V roce 2018 rekonstruovala farnost dvě místnosti fary, kdy ty mají sloužit jako farní kavárna.

## Území farnosti

Farnosti na území města Třebíče

Do farnosti náleží městské části města Třebíče:
- Třebíč-Zámek s farním kostelem svatého Prokopa
- Podklášteří,
- Fara v areálu třebíčského zámkuTýn s domovem pro seniory,

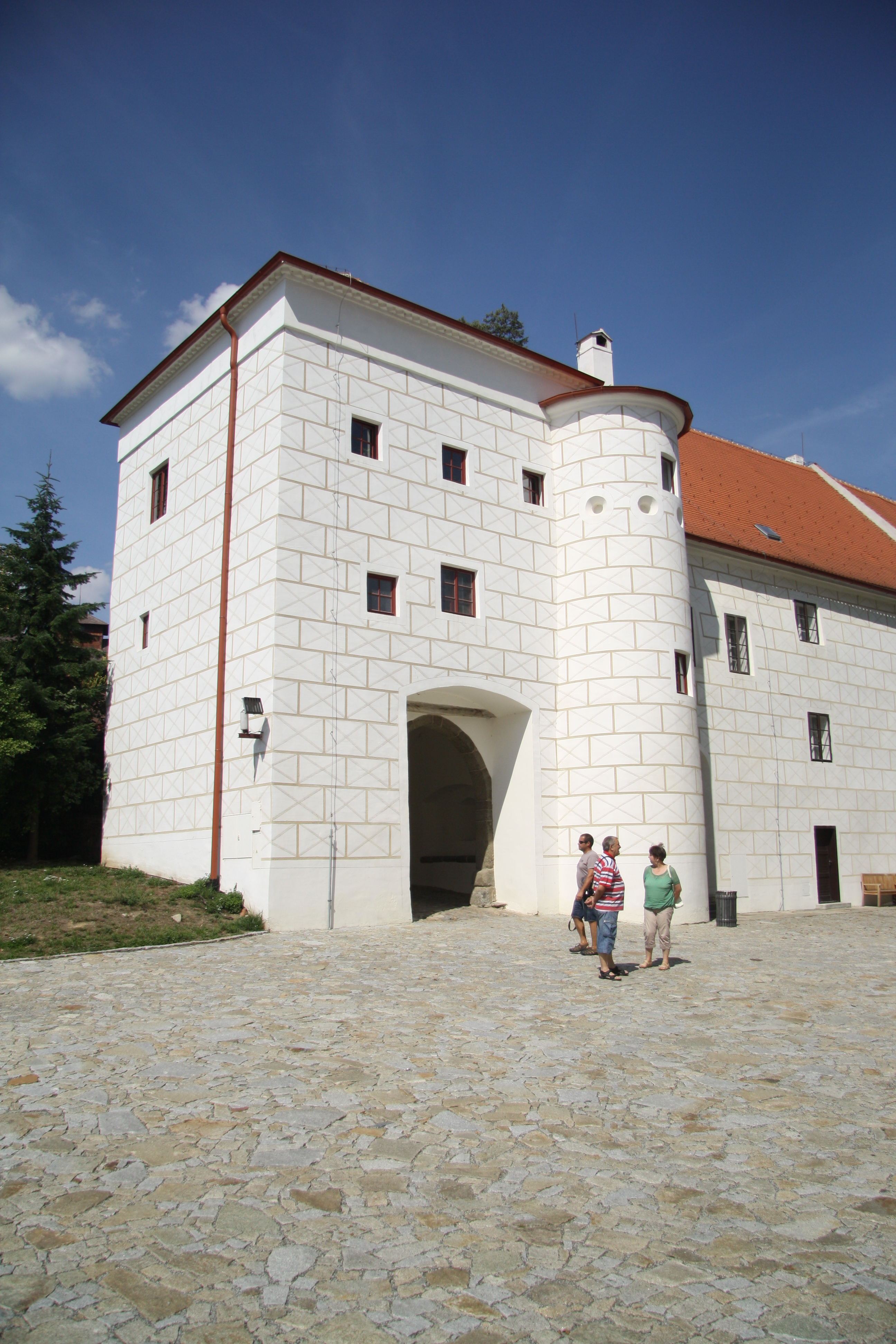
Fara v areálu třebíčského zámku

- Sokolí s kaplí Nejsvětějšího Srdce Páně,
- Račerovice,
- Budíkovice.

## Faráři
Zámeckými faráři v 18. a 19. století byli:
- Filip Zwach (1759–1776),
- Josef Schneider (1776–1780),
- Ignác Zwach (1781–1810),
- Antonín Durta (1810–1815),
- Karel Kotil (1815–1823),
- Jan Racek (1823–1827),
- Antonín Schirek (1827–1843),
- Jan Janoušek (1843–1854),
- Alois Schrotz (1854–1875)[5].

Do podzimu 2010 byl ve farnosti farářem R. D. František Puchnar, od 1. září tohoto roku ho nahradil R. D. Jakub Holík. Spolu s ním ve farnosti působil od 1. srpna 2014 jako farní vikář R. D. Vojtěch Loub, který je zároveň spirituálem Katolického gymnázia v Třebíči.
Od roku 2019 se stal farářem ve farnosti R. D. Pavel Opatřil.

## Bohoslužby
| Kostel                   | Místo  | Bohoslužba (den)                                 | Hodina                           | Poznámka     |
| ------------------------ | ------ | ------------------------------------------------ | -------------------------------- | ------------ |
| bazilika svatého Prokopa | Třebíč | neděle pondělí úterý středa čtvrtek pátek sobota | 7.00,10.00 18.00 8.00 16.30 8.00 | farní kostel |

## Primice
Ve farnosti slavil primici:
- Dne 29. června 1997 P. Mgr. Petr Karas.
- Dne 7. července 2002 novokněz P. Mgr. Pavel Pacner.[8]
- Dne 29. června 2003 novokněz P. Marek Slatinský.[9]
- Dne 4. července 2018 novokněz P. Jaroslav Jurka.[10]

## Aktivity ve farnosti
Dnem vzájemných modliteb farností za bohoslovce a bohoslovců za farnosti brněnské diecéze je 18. září. Adorační den připadá na 5. května.
Ve farnosti se pravidelně koná tříkrálová sbírka. V roce 2016 se při sbírce vybralo v samotné Třebíči 346 378 korun, o 5 736 Kč více než v roce předcházejícím. 